# Comtat de Rethel
El comtat de Rethel fou una jurisdicció feudal de França amb centre a Rethel. Els comtes d'Omont, comtat que formava les terres al nord de Rethel, van agafar el títol de comtes de Rethel. Omont va quedar com un comtat unit de manera permanent a Rethel (com Osona estava unida de manera permanent a Barcelona, tot i ser teòricament jurisdiccions diferents). Els comtes de Rethel foren pars de França (1405); el 1581 el comtat fou elevat a ducat. Des de 1663 fou rebatejat com ducat de Mazzarino.

## Llista de comtes

### Primera casa de Rethel o casa d'Omont
????-després de 989 : Manassès I
després de 989-després de 1026 : Manassès II, fill
casat amb Dada o Judit (de Roucy ?)
abans de 1048-1081 : Manassès III, fill
casat amb Judit (de Boulogne o de Lotaríngia ?)
1081-1118 : Hug I († 1118), fill
casat amb Melisenda de Montlhéry, filla de Guiu I, senyor de Montlhéry, i d'Hodierna de Gometz
1118-1124 : Gervasi († 1124), fill (i germà de Balduí II, rei de Jerusalem
casat amb Elisabet de Namur, filla de Godofred I, comte de Namur, i de Sibilla de Château Porcien.
1124-1151 : Matilde († 1151), filla d'Hug I
casada a Eudes de Vitry († 1158)

## Segona casa de Rethel
1124-1158 : Eudes de Vitry († 1158) 

Escut dels comtes de Rethel

casat amb Matilde de Rethel
1158-1171 : Itier († 1171), fill
casat amb Beatriu de Namur, filla de Godofred I, comte de Namur, i d'Ermesinda de Luxemburg
1171-1199 : Manassès IV (1158 † 1199), fill
casat amb Matilde de Kyburg, filla de Conrad, comte de Kybourg, i de Matilde de Bar
1199-1227 : Hug II († 1227), fill
casat amb Felicitat de Broyes, filla de Simó de Broyes i d'Agnes de Joigny
1227-1242 : Hug III († 1242), fill
casat amb Mabilla de Bailleul
Casat amb Joana de Dampierre
1242-1251 : Joan († 1251), germà
casat amb Maria de Thourotte
1251-1262 : Gaucher († 1262), germà
1262-1272 : Manassès V († 1272), germà
casat amb Elisabet d'Écry
1272-1285 : Hug IV (1244 † 1285), fill
casat en primeres noces amb Agnes de Chiny
casat en segones noces amb Maria d'Enghien
casat en terceres noces el 1275 amb Isabel de Grandpré
1285-1328 : Joana de Rethel filla d'Hug IV i d'Isabel de Grandpré
casada el 1290 amb Lluís de Dampierre, comte de Nevers

### Casa de Dampierre
1290-1322 : Lluís I de Dampierre († 1322), comte de Nevers i de Rethel 
casat el 1290 amb Joana de Rethel
1322-1346 : Lluís II († 1346), comte de Flandes, de Nevers i de Rethel, fill
casat el 1317 amb Margarita de França (1310 † 1382), comtessa d'Artois
1346-1384 : Lluís III (1330 † 1384), comte de Flandes, d'Artois, de Nevers i de Rethel, fill
casat el 1347 amb Margarita de Brabant (1323 † 1368)
1384-1405 : Margarita (1350 † 1405), comtessa de Flandes, de Borgonya, d'Artois, de Nevers i de Rethel, filla
casada en primeres noces el 1357 amb Felip I de Rouvres (1346 † 1361) duc de Borgonya
casada en segones noces el 1369 amb Felip II l'Agosserat (1342 † 1404) duc de Borgonya

### Casa de Borgonya
1384-1393 : Felip II l'Agosarat (1342 † 1404) duc de Borgonya
casat el 1369 amb Margarita de Flandes (1350 † 1405)
1393-1406 : Antoni (1384 † 1415), fill, duc de Brabant el 1406.

1406-1415 : Felip (1389 † 1415), comte de Nevers i de Rethel, germà 
casat en primeres noces el 1409 amb Isabel de Soissons († 1411)
casada en segones noces el 1413 amb Bona d'Artois (1396 † 1425)
1415-1464 : Carles I (1414 † 1464), comte de Nevers i de Rethel, fill de l'anterior i de Bona d'Artois
casat el 1456 amb Maria d'Albret († 1486)

1464-1491 : Joan (1415 † 1491), comte de Nevers, d'Étampes, d'Eu i de Rethel, fill de Felip de Borgonya i de Bona d'Artois
casat en primeres noces el 1436 amb Jacquelina d'Ailly († 1470), de la que va tenir: 
- Elisabet (1440 † 1483) que va heretar Nevers,
- Felip (1446 † 1454)

casat en segones noces el 1471 amb Paulina de Brosse (1450 † 1479), de la que va tenir a:
- Carlota que va heretar Rethel

casat en terceres noces el 1480 amb Francesca d'Albret (1454 † 1521), sense posterioritat.
1491-1500 : Carlota, comtessa de Rethel, (1472 † 1500), filla (amb Paulina de Brosse)
casada el 1486 amb Joan d'Albret-Rethel († 1524), senyor d'Orval, germà de la seva sogre

### Casa d'Albret
1491-1500 : Joan d'Albret-Rethel († 1524), senyor d'Orval
casat el 1486 amb Carlota de Borgonya, comtessa de Rethel, (1472 † 1500)
1500-1504 : Maria d'Albret (1491 † 1549), comtessa de Rethel, filla
casada el 1504 amb Carles de Clèveris († 1521), comte de Nevers

### Casa de Clèveris icasa de La Mark
1504-1521 : Carles II de Clèveris († 1521), comte de Nevers, net d'Elisabet comtessa de Nevers (filla de Joan de Borgonya)
casat el 1504 amb Maria d'Albret
1549-1561 : Francesc I de Clèveris (1516 † 1561), duc de Nevers, comte de Rethel, fill
casada el 1538 amb Margarita de Vendôme (1516 † 1589)
1561-1562 : Francesc II de Clèveris (1540 † 1562), duc de Nevers, comte de Rethel, fill
casat el 1561 amb Anna de Borbó-Montpensier (1540 † 1572)
1561-1564 : Jaume de Clèveris (1544 † 1562), duc de Nevers, comte de Rethel, germà
casat el 1558 amb Diana de la Mark, filla de Robert IV de La Mark.
1564-1593 : Enriqueta de Clèveris (1542 † 1601), duquessa de Nevers, comtessa de Rethel, germana
casada el 1565 amb Lluís Gonzaga de Màntue (1539 † 1595)
El 1581, el comtat de Rethel fou erigit en ducat en benefici del marit de la comtessa titular.

### Casa de Gonzaga
1581-1595 : Lluis IV (1539 † 1595), duc de Rethel, duc de Nevers (Lluís IV, 1565-1595)
casada el 1565 amb Enriqueta de Clèveris
1595-1637 : Carles III (1580 † 1637), duc de Rethel i de Nevers (Carles III, 1595-1637), primer príncep d'Arches (Carles I, 1608-1637), duc sobirà de Màntua (Carles I, 1627-1637) i duc de Montferrat (Carles I, 1627-1637)
casat el 1599 amb Caterina de Mayenne (1585 † 1618), germana d'Enric de Mayenne
- 1619-1622: Francesc (1606 † 1622), duc de Rethel per títol de cortesia, fill

- 1622-1631: Carles (1609 † 1631), duc de Rethel per títol de cortesia i senyor de Mayenne (Carles III, 1621-1631), germà

casat el 1627 amb Maria de Màntua (1609 † 1660)
1637-1659 : Carles IV (1629 † 1665), duc de Rethel, de Nevers (Carles IV, 1637-1659) i de Mayenne (Carles IV, 1632-1654), segon príncep d'Arches (Carles II, 1637-1665), duc de Màntua i de Montferrat (Carles II, 1637-1665) fill
casat el 1649 amb Isabel d'Habsburg (1629 † 1685)
El 1654 va vendre el ducat de Mayenne al Cardenal Mazzarino i erl 1659 li va vendre els ducats de Nevers i de Rethel 

### Mazzarino
1659-1661 : Juli Mazzarino (1602 † 1661), cardenal, primer ministre de Lluís XIV de França
1661-1699 : Hortense Mancini, duquessa de Rethel i de Mayenne, neboda, filla de Lorenzo Mancini i de Girolama Mazzarini (germana de Mazzarino)
casada (el 1661 (separada el 1666) amb Armand-Charles de la Porte (1632 † 1713), duc de la Meilleraye
El 1663 el ducat agafa el nom de ducat de Mazzarino.
1699-1731 : Pau Juli de la Porte (1666 † 1731), duc de Mazzarino, de Mayenne i de la Meilleraye, fill
casat en primeres noces (1685) amb Carlota Felicitat de Durfort († 1730) neta de Guiu Aldonci de Durfort de Lorges.
casada en segones noces (1731) amb Francesc de Mailly (1688 † 1742)
1731-1738 : Pau de la Porte (1701 † 1738), duc de Mazzarino o de Rethel, de Mayenne i de la Meilleraye, fill (amb l'esposa Carlota Felicitat de Durfort)
casat (1716) amb Lluïsa Francesca de Rohan (1695 † 1755)
Carla Antonieta de la Porte (1719 † 1735), filla
casada el 1733 amb Manel Felicitat de Durfort, duc de Duras (1715 † 1789)
1738-1781 : Lluïsa Joana de Durfort (1735 † 1781), duquessa de Mazzarino, de Mayenne i de la Meilleraye, filla
casada el 1747 amb Lluís d'Aumont (1732 † 1799), duc d'Aumont
1781-1789 : Lluïsa d'Aumont (1759 † 1826), duquessa de Mazzarino, de Mayenne i de la Meilleraye, filla
casada el 1771 (divorciada el 1798) amb Honorat IV Grimaldi, príncep de Mònaco (1758 † 1819)
Després del 1789 fou abolit per la revolució.

## = Bibliografia
=
- (anglès) Alan V. Murray, The crusader Kingdom of Jérusalem: A Dynastic History, 1099-1125, 2000